# کلاریس بکت
کلاریس مارجوریبانکس بکت (به انگلیسی: Clarice Marjoribanks Beckett)، (۲۱ مارس ۱۸۸۷–۷ ژوئیه ۱۹۳۵) یک هنرمند استرالیایی و یکی از اعضای اصلی جنبش تونالیست استرالیا بود. آثار وی در مجموعه گالری‌های عمومی بزرگ استرالیا از جمله گالری ملی استرالیا، گالری ملی ویکتوریا و گالری هنر استرالیای جنوبی به نمایش درآمده است.

## زندگی‌نامه
بکت در کاسترتون، ویکتوریا، دختر جوزف کلیفدن بکت (۱۹۳۶–۱۸۸۵)، مدیر بانک و همسرش الیزابت کیت به دنیا آمد، پدربزرگ او جان براون، یک سازنده چیره‌دست اسکاتلندی بود که کومو هاوس و باغ‌های آن را در ساوث یارا، ویکتوریا طراحی و ساخته بود.
وی در دوران تحصیلات ابتدایی خود در کاسترتون مشغول تحصیل در مقطع متوسطه بود، بکت تا سال ۱۹۰۳ در کویینز کالج بلرت مشغول به کار بود جایی که او توانایی نقاشی قوی را نشان داد و یک نمایش نامه نوشت، از جمله بخشی برای خودش، که توسط دانش آموزان اجرا شد. او توانایی هنری از خود نشان داد و در بلرت دروس خصوصی طراحی نقاشی ذغال را گذراند. پس از نقل مکان خانواده اش به خیابان ۲۲ کنزینگتون، یارای جنوبی، سال آخر تحصیل خود را در محوطه دانشگاه مرتون هال در مدرسه گرامر دختران کلیسای ملبورن انگلیس به پایان رساند. در سال ۱۹۱۴ وی به مدرسه گالری ملی ملبورن رفت، و سه سال تحصیل را زیر نظر فردریک مک‌کوبین گذراند و قبل از ادامه تحصیل تحت نظر مکس ملدروم بود، که نظریه‌های جنجالی وی یکی از عوامل اصلی فعالیت هنری وی شد.
در سال ۱۹۱۹ پدر و مادرش از بندیگو به حومه آن زمان توسعه نیافته در خلیج ملبورن در بوماریس نقل مکان کردند و با عدم سلامتی که داشتند، بکت مسئولیت‌های خانه را بر عهده گرفت که عملاً ساختار بقیه زندگی اش را دیکته می‌کرد و تلاش هنری وی را به شدت محدود می‌کرد. بکت فقط در صبح زود و غروب می‌توانست بیرون برود و نقاشی بکشد زیرا بیشتر روز خود را صرف مراقبت از آنها می‌کرد.

## مرگ
در هنگام نقاشی دریا در کنار طوفان در سال ۱۹۳۵، بکت دچار ذات الریه شد و چهار روز بعد، در سن ۴۸ سالگی، در بیمارستانی در سندرینگهام درگذشت. وی در پارک یادبود چلتنهام به خاک سپرده شد.

## نقاشی‌های منتخب

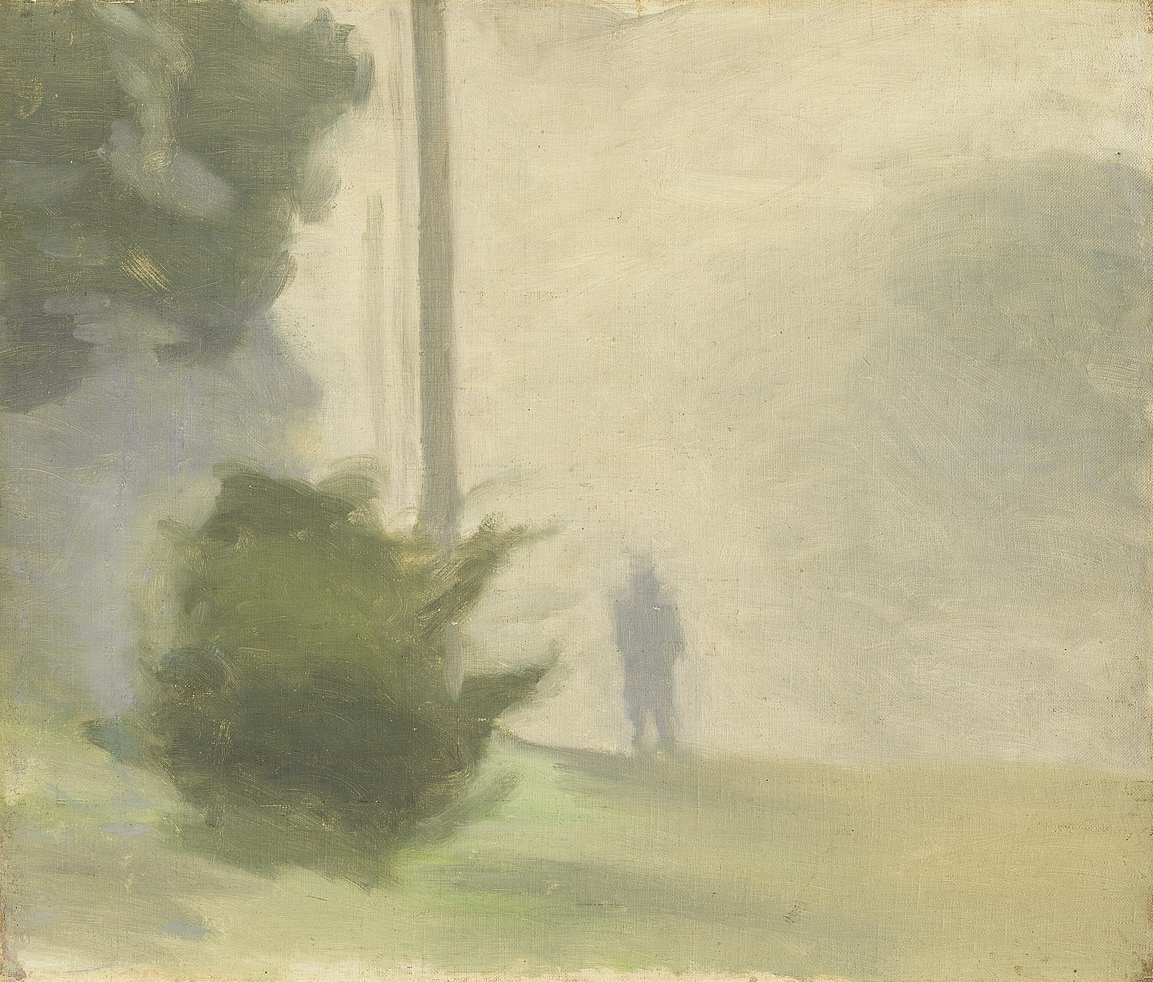
نزدیک به خاموشی حوالی ۱۹۲۴ م. نگارخانه ملی استرالیا
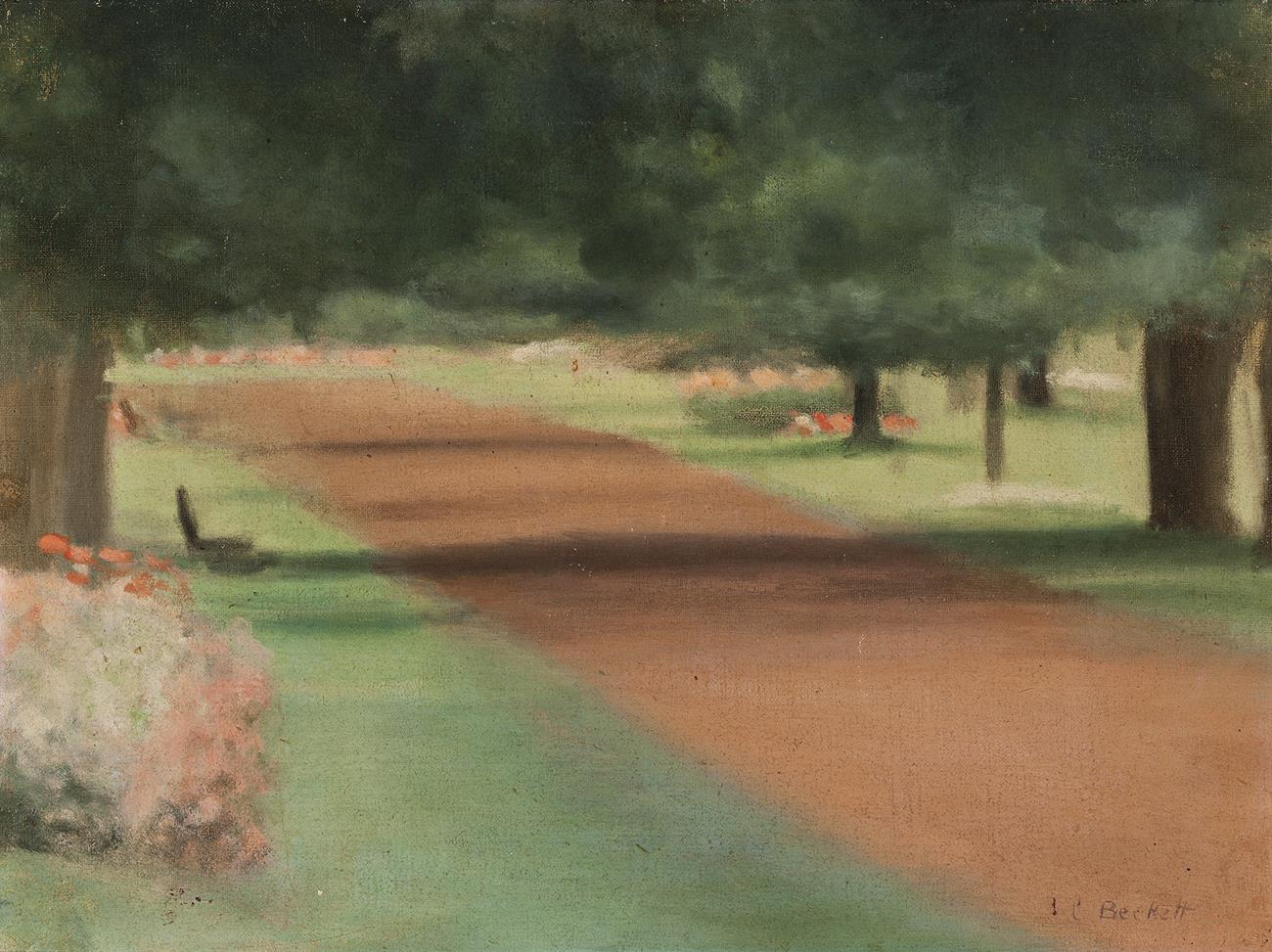
خیابان شاه بلوط ، باغ‌های بلرت، حوالی ۱۹۲۷ ، مجموعه خصوصی
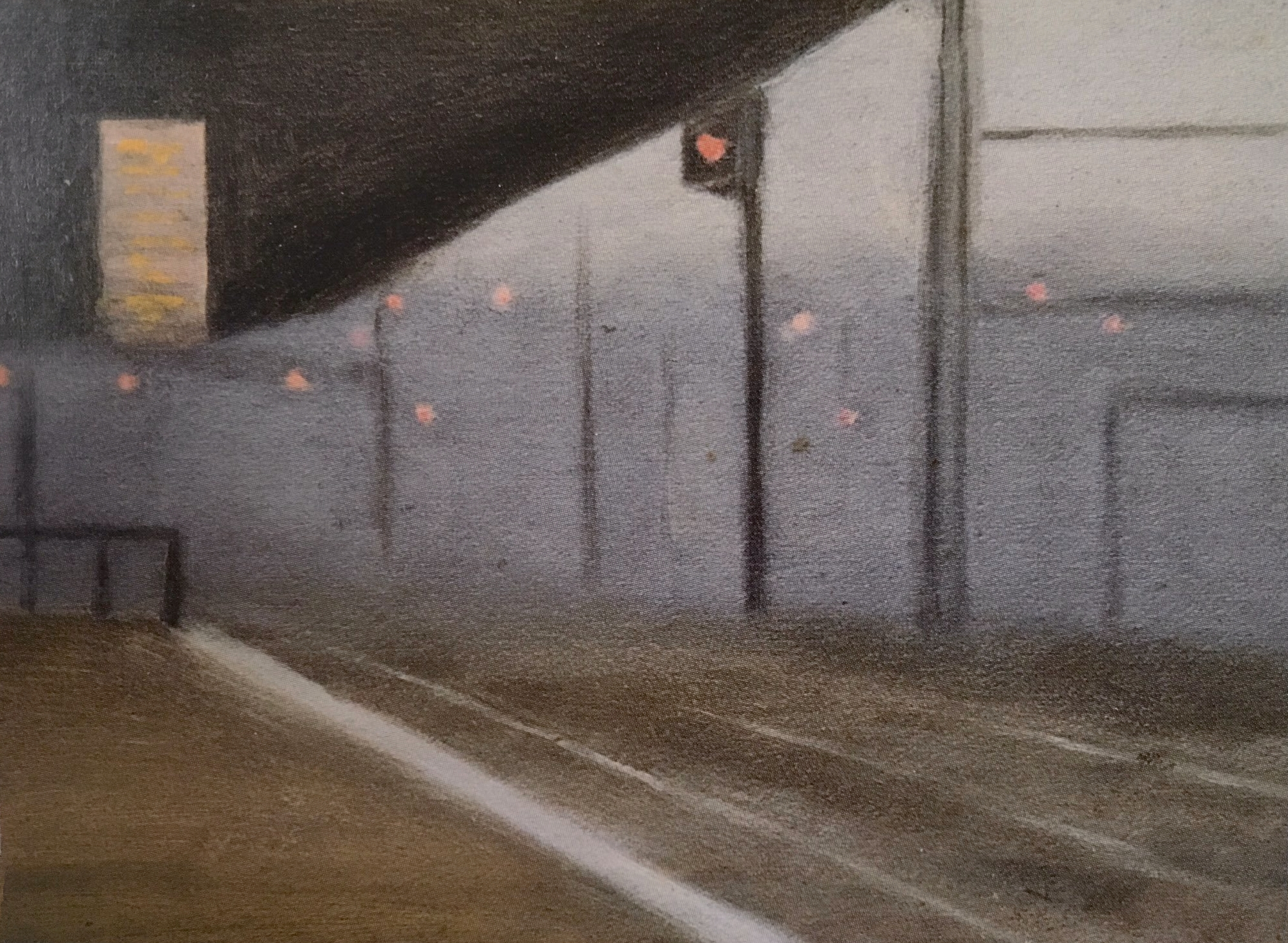
ایستگاه پل شاهزاده ، حوالی ۱۹۲۸ ، مجموعه خصوصی
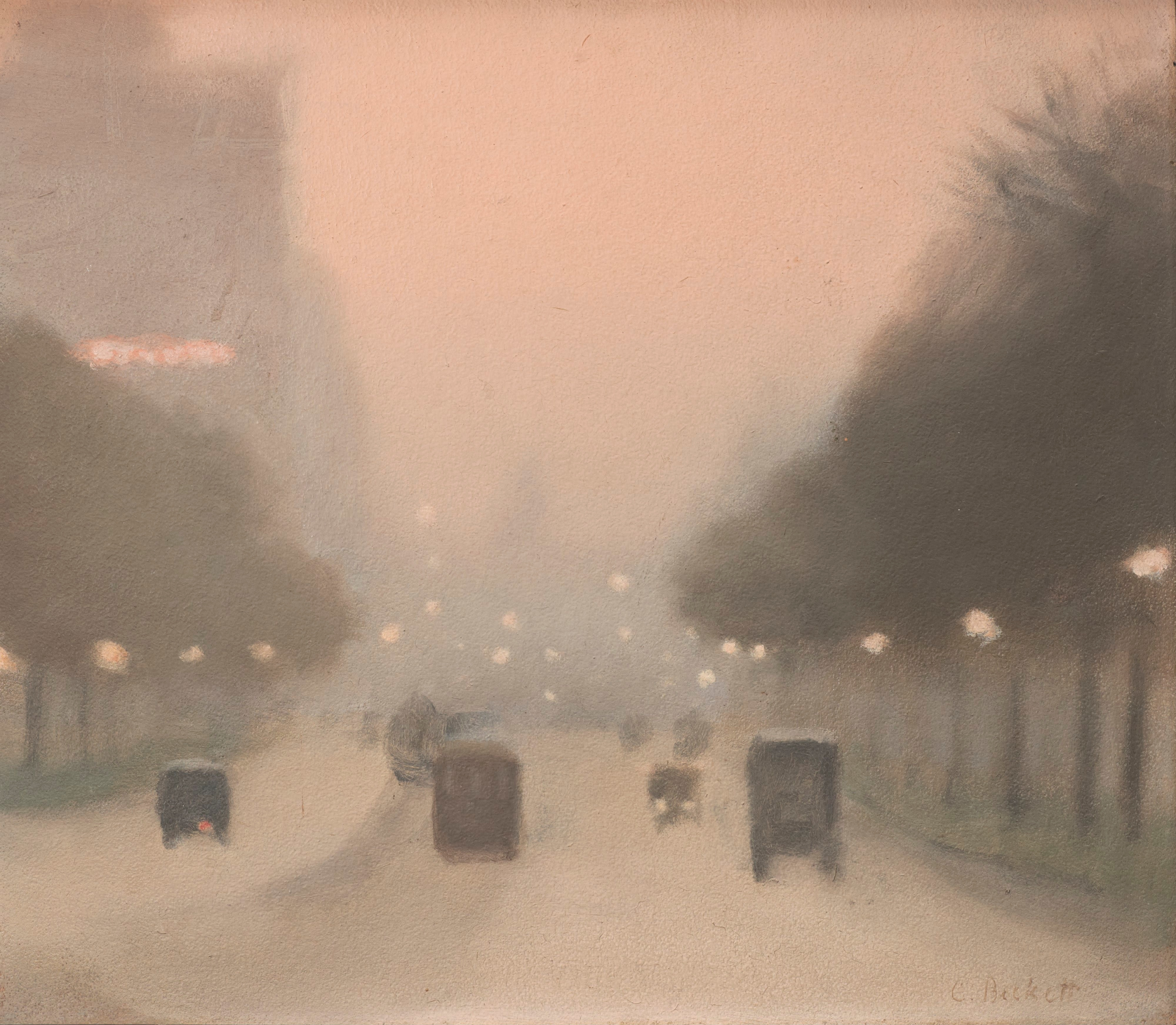
شب ، خیابان کیلدا رود، ۱۹۳۰ ، گالری هنری نیو ساوت ولز
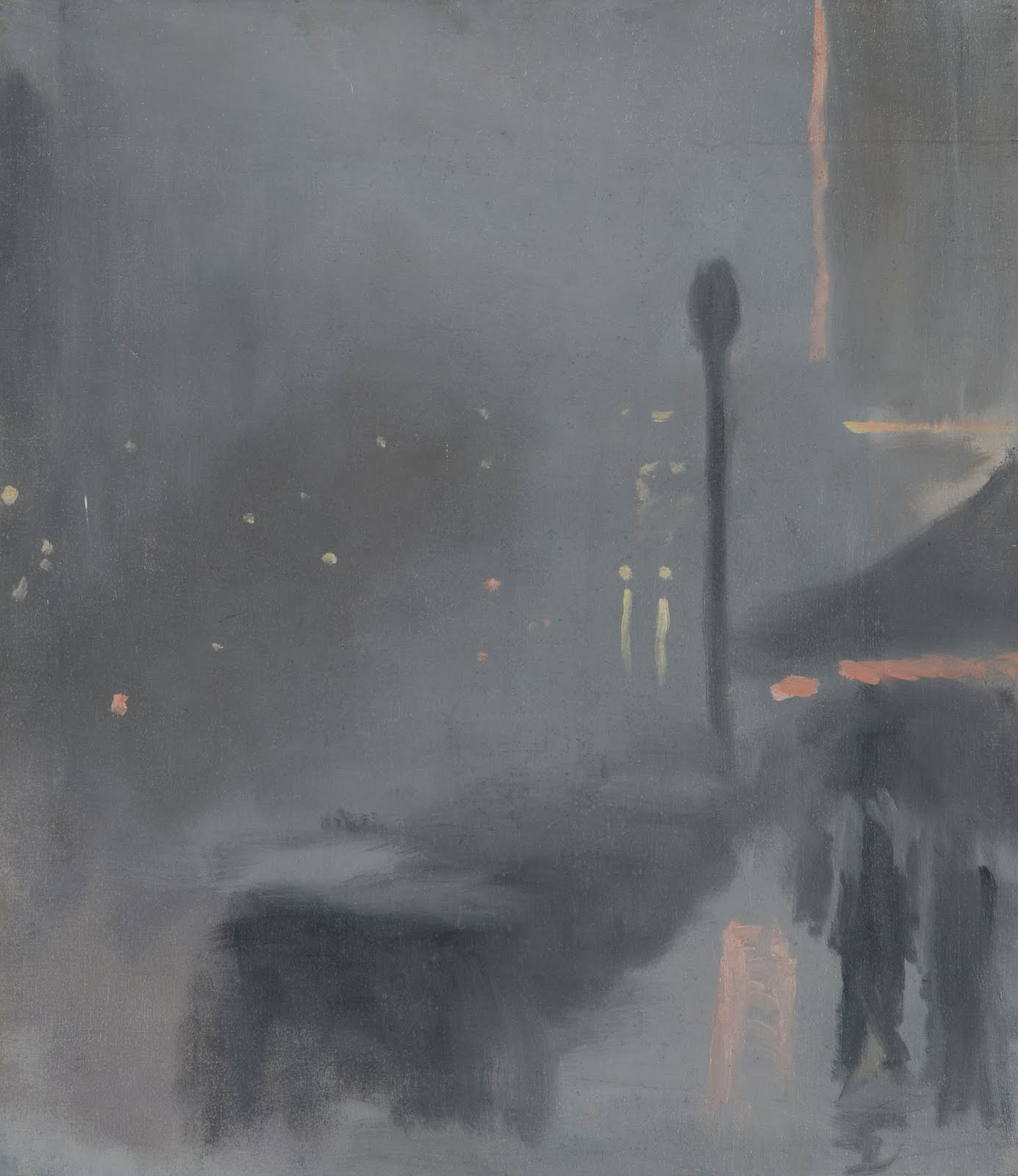
صف تاکسی ، ۱۹۳۱ ، گالری ملی استرالیا
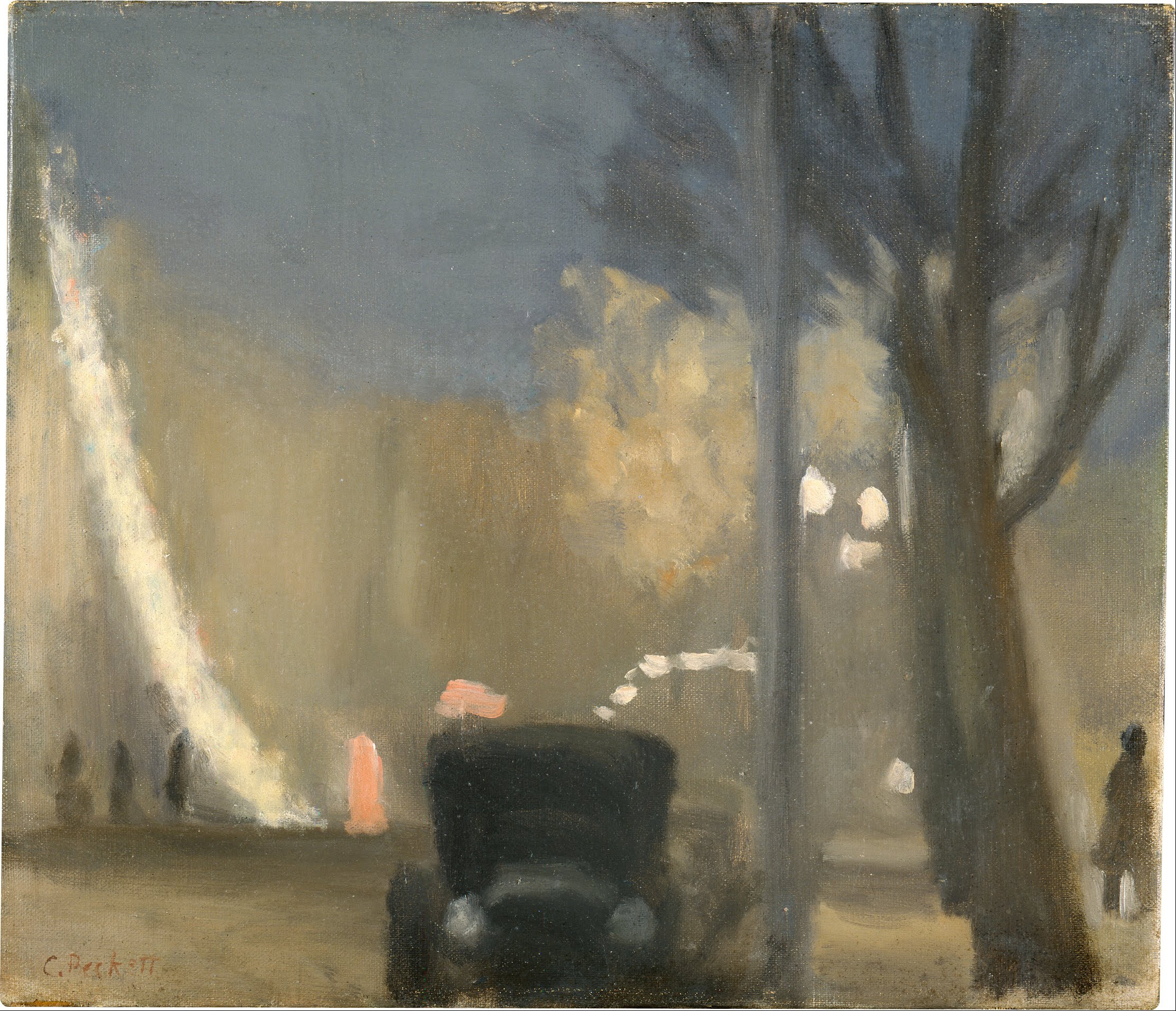
خیابان کالینز در عصر ۱۹۳۱ م. نگارخانه ملی استرالیا
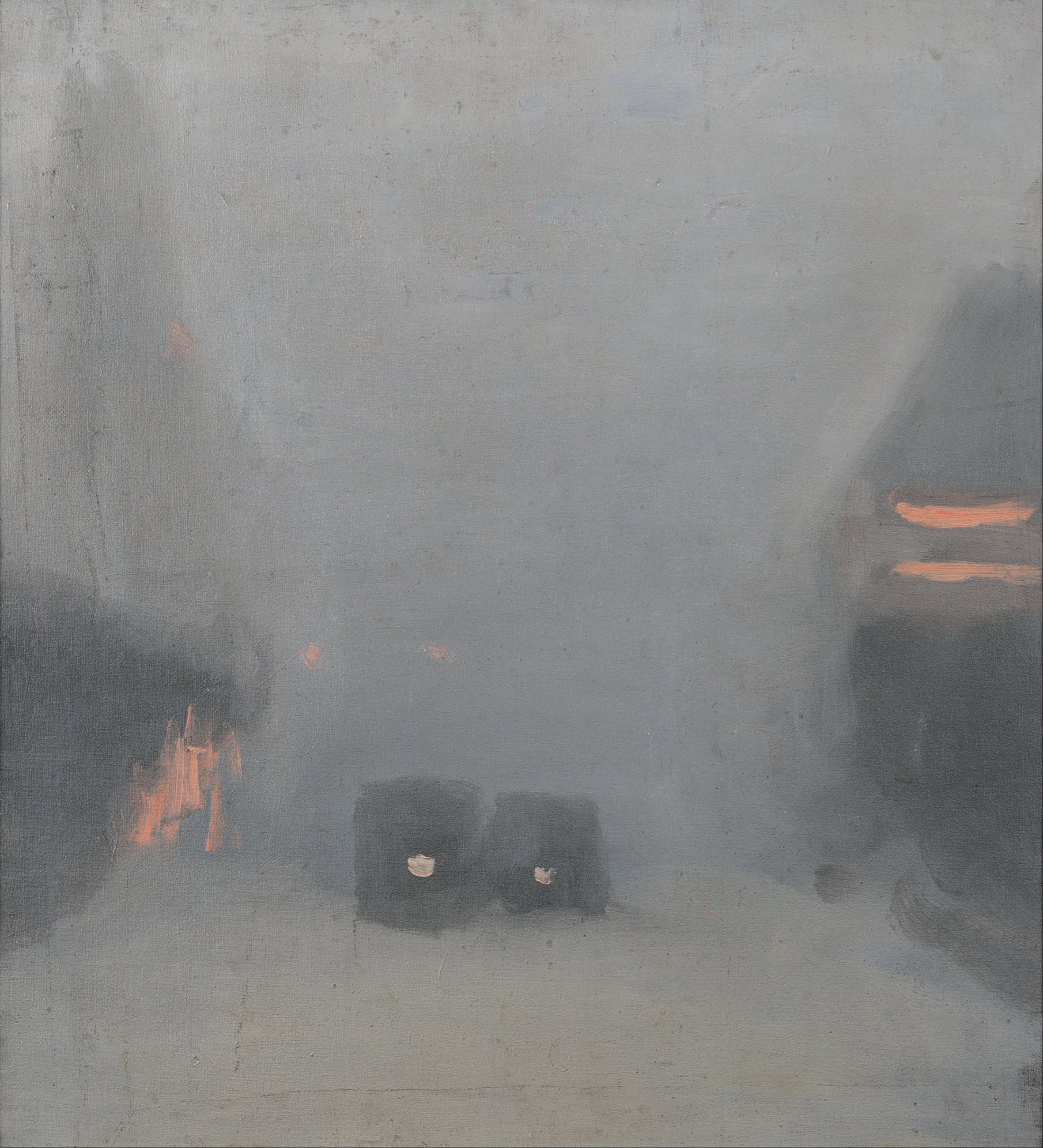
ترامواها حین عبور از کنار هم حوالی ۱۹۳۱ م. نگارخانه هنر استرالیای جنوبی
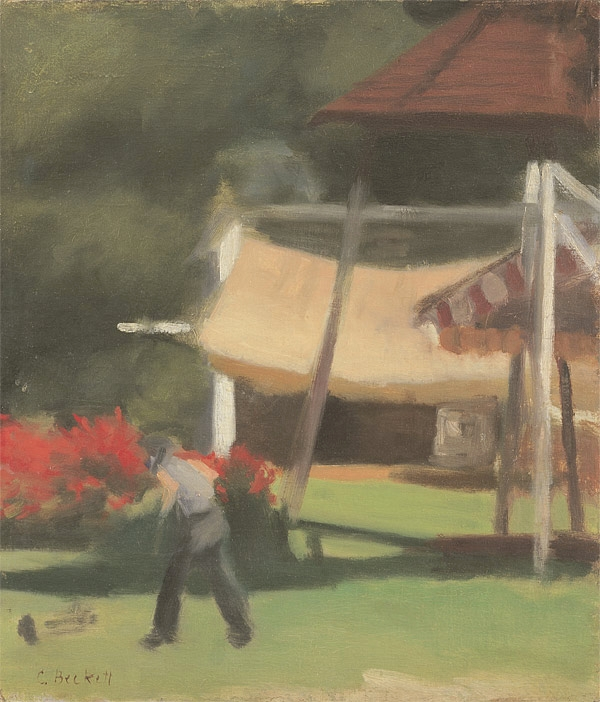
باغ چای زالزالک ۱۹۳۳ م. نگارخانه هنر استرالیای جنوبی
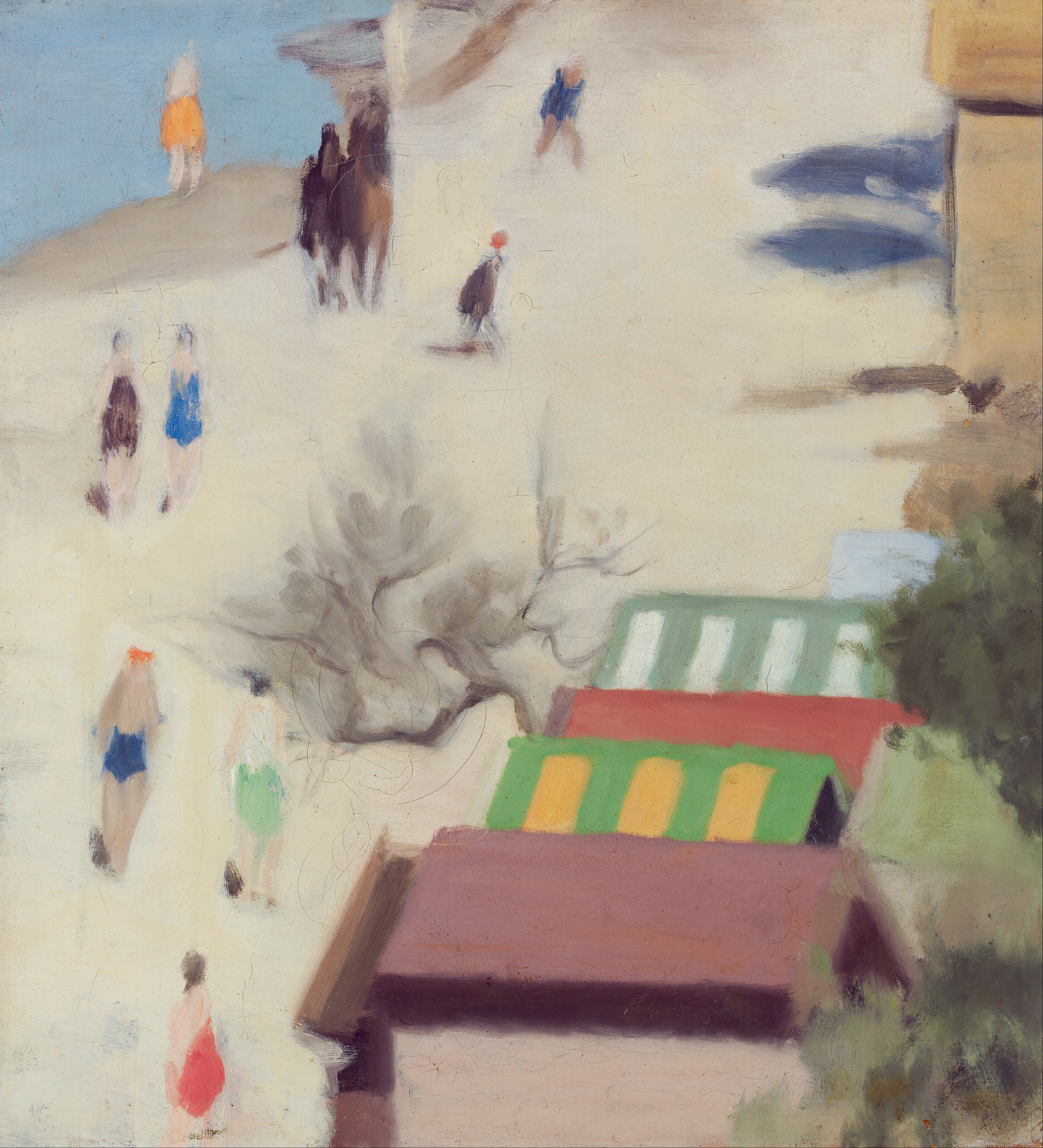
ساحل ساندرینگهام
حوالی ۱۹۳۳ م.
 نگارخانه ملی استرالیا